# Alexión
Alexión fue un médico de la Antigüedad, quien era probablemente (juzgando por su nombre) oriundo de Grecia. Era amigo íntimo de Cicerón. Se especula con la posibilidad de que fuera un liberto de Cicerón. Cicerón alaba su capacidad médica, y lamenta hondamente su muerte repentina en el año 44 a. C. A su muerte, cedió toda su propiedad a Cicerón.